# Organic
Organic – piętnasty album muzyczny Joego Cockera, wydany w roku 1996.

## Lista utworów
1. „Into the Mystic” - 3:31 (Van Morrison)
2. „Bye Bye Blackbird” - 3:31 (Morton Dixon, Ray Henderson)
3. „Delta Lady” - 3:16 (Leon Russell)
4. „Heart Full of Rain” - 4:48 (Michael Dan Ehmig, Tony Joe White)
5. „Don't Let Me Be Misunderstood” - 3:52 (Bennie Benjamin, Gloria Caldwell, Sol Marcus)
6. „Many Rivers to Cross” - 4:23 (Jimmy Cliff)
7. „High Lonesome Blue” - 4:10 (Cocker/White)
8. „Sail Away” - 3:00 (Randy Newman)
9. „You and I” - 4:35 (Stevie Wonder)
10. „Darling Be Home Soon” - 4:11 (John Sebastian)
11. „Dignity” - 3:13 (Bob Dylan)
12. „You Can Leave Your Hat On” - 3:46 (Newman)
13. „You Are So Beautiful” - 2:43 (Bruce Fisher, Billy Preston)
14. „Can't Find My Way Home” - 3:53 (Steve Winwood)
15. „Human Touch” - 3:46 (Bruce Springsteen)
16. „Anybody Seen My Girl” - 3:02 (Kevin Moore)
17. „Something” - 3:18 (George Harrison)

## Wykonawcy
- Joe Cocker – Wokal
- Dean Parks – gitara
- Johnny Lee Schell – gitara
- Tony Joe White – gitara, harmonijka
- James Hutchinson (musician) – gitara basowa
- Darryl Jones – gitara basowa
- Jamie Muhoberac – syntezator, organy Hammonda
- Randy Newman – pianino
- Billy Preston – organy Hammonda
- Chris Stainton – pianino, organy
- Greg Leisz -
- Suzie Katayama - akordeon, wiolonczela
- Rudy Stein - wiolonczela
- Denyse Buffum - altówka
- Evan Wilson - altówka
- Peter Kent - skrzypce
- Sid Page – skrzypce
- Kenny Aronoff – perkusja, instrumenty perkusjyne
- Jim Keltner – perkusja, instrumenty perkusjyne
- Joe Porcaro – instrumenty perkusjyne
- Merry Clayton – wokal wspierający
- Portia Griffin - wokal wspierający
- Maxine Sharp - wokal wspierający
- Myrna Smith – wokal wspierający